# Golden (Colombie-Britannique)
Pour les articles homonymes, voir Golden.
Golden est une ville (Town) située au sud-est de la Colombie-Britannique dans le district régional de Columbia-Shuswap au Canada, sur la rive est de la rivière Kicking Horse à proximité des Montagnes Rocheuses et du parc national Yoho dans la vallée du Columbia. Les sites du parc national de Banff , du parc national de Jasper et du parc national de Kootenay se trouvent également à proximité.
La ville est accessible par l'autoroute 1 qui constitue l'axe sud de la route transcanadienne. Dans la langue des Premières nations de la tribu Kootenays, la ville s'appelle ʔaknukǂuk.

## Histoire
Une grande partie de l'histoire locale est associée au chemin de fer Canadien Pacifique et à l'industrie forestière,. Aujourd'hui, la ville repose toujours sur ces deux industries, mais le développement de la station de sports d'hiver Kicking Horse Mountain Resort ainsi que d'autres opérations de l'industrie des loisirs ont permis la diversification économique de la ville. La montagne locale (mont 7), au sud-est du village, est une destination populaire pour les parapentistes, les deltaplane et les vététistes.
En 1899, la compagnie Chemin de fer Canadien Pacifique embauche des guides suisses professionnels pour développer le tourisme de montagne. Entre 1899 et 1954, il y a eu un total de 35 guides suisses. La compagnie construisit des maisons permanentes pour les guides suisses et leurs familles ce village est appelle Edelweiss et devinrent les maisons de la deuxième génération des guides et de leurs familles. En 2022 ce petit hameau de 6 chalets suisses est à vendre, ce qui inquiète de nombreuses personnes qui souhaitent préserver le lieu,.

Le pont piétonnier Kicking Horse est le plus long pont à ossature à bois autoportant du Canada. La structure du pont mesure 46 mètres de long et un poids de 95 tonnes. Il a été achevé en septembre 2001.

Pont pédestre Kicking Horse
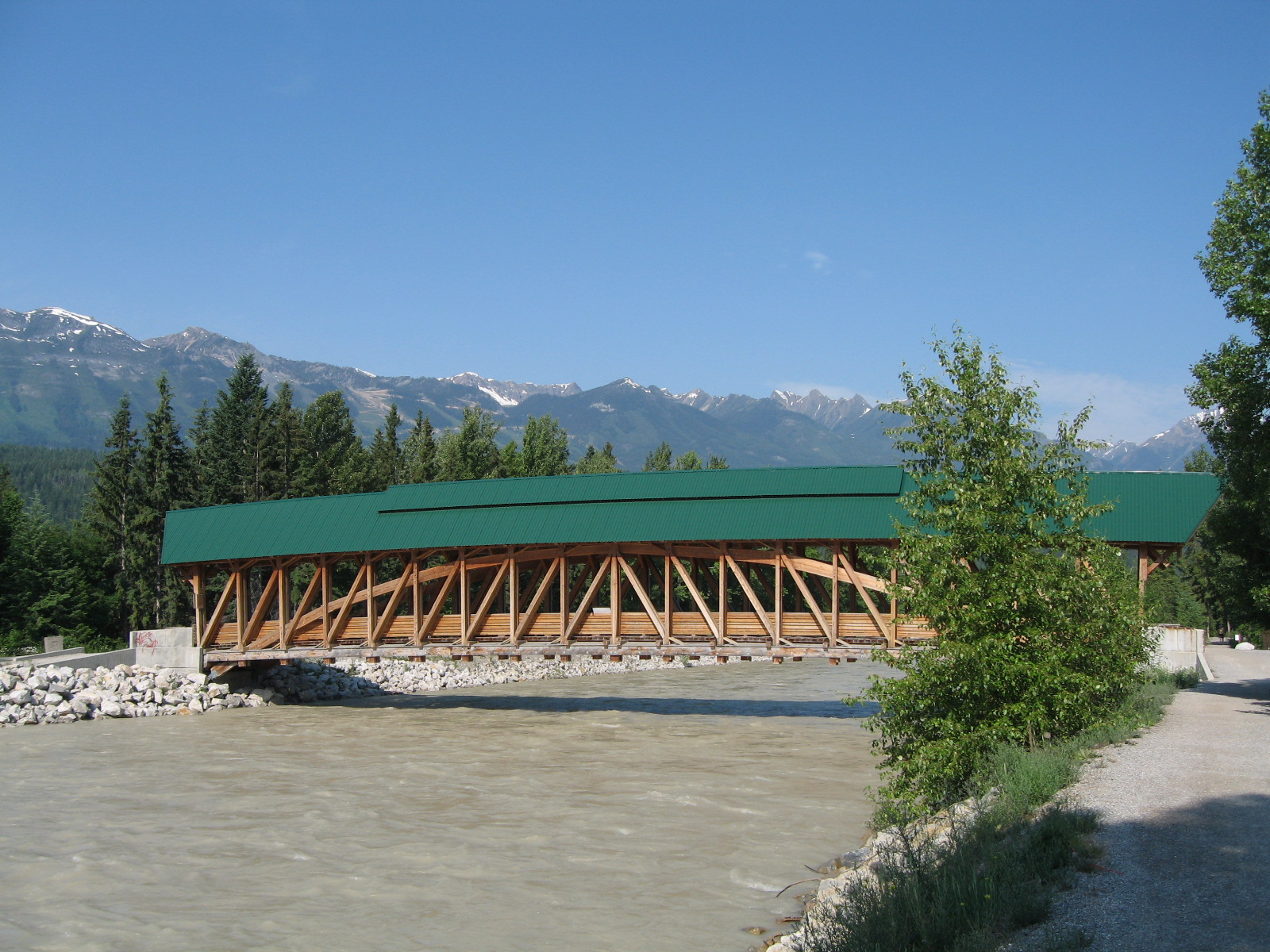
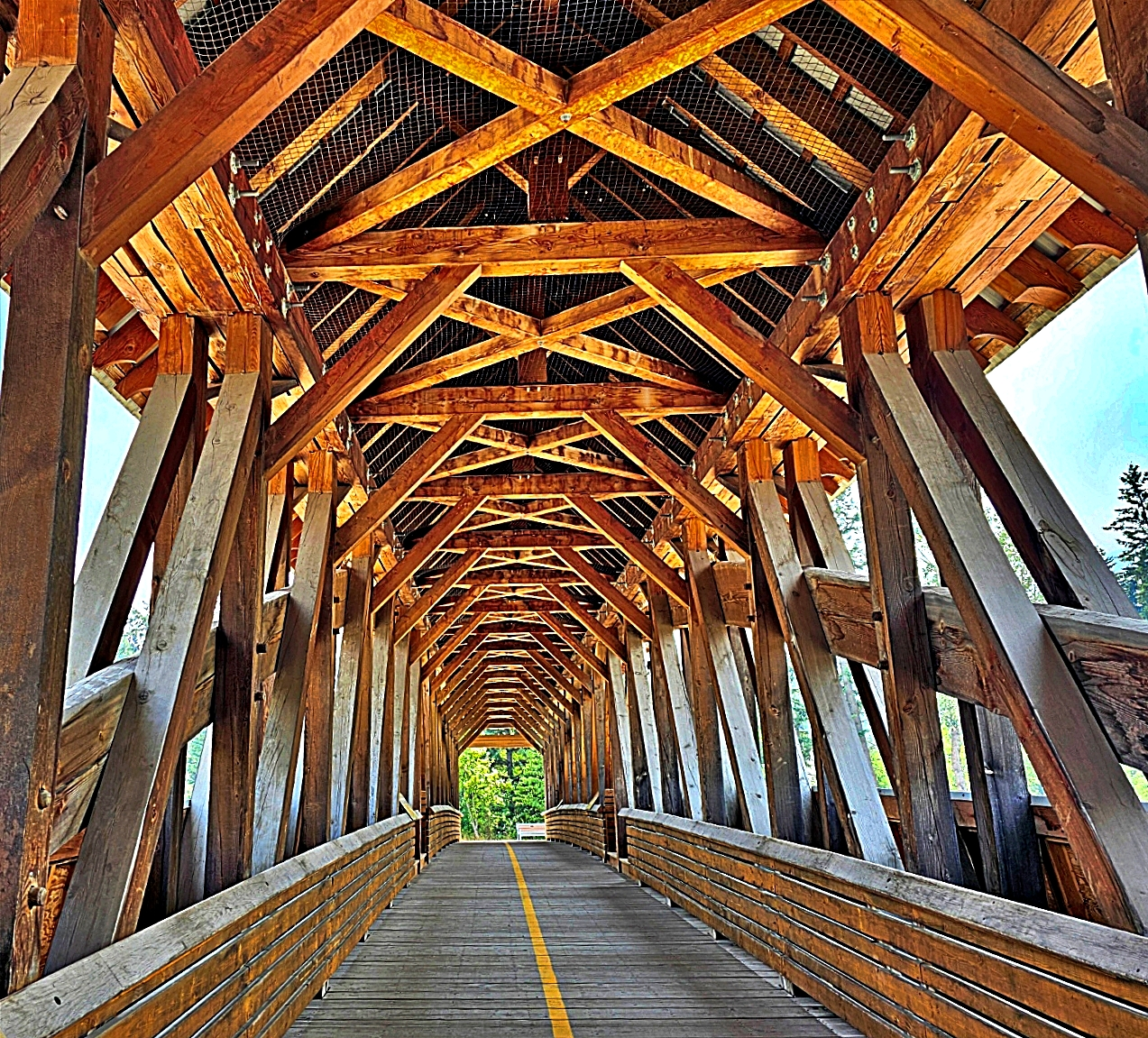
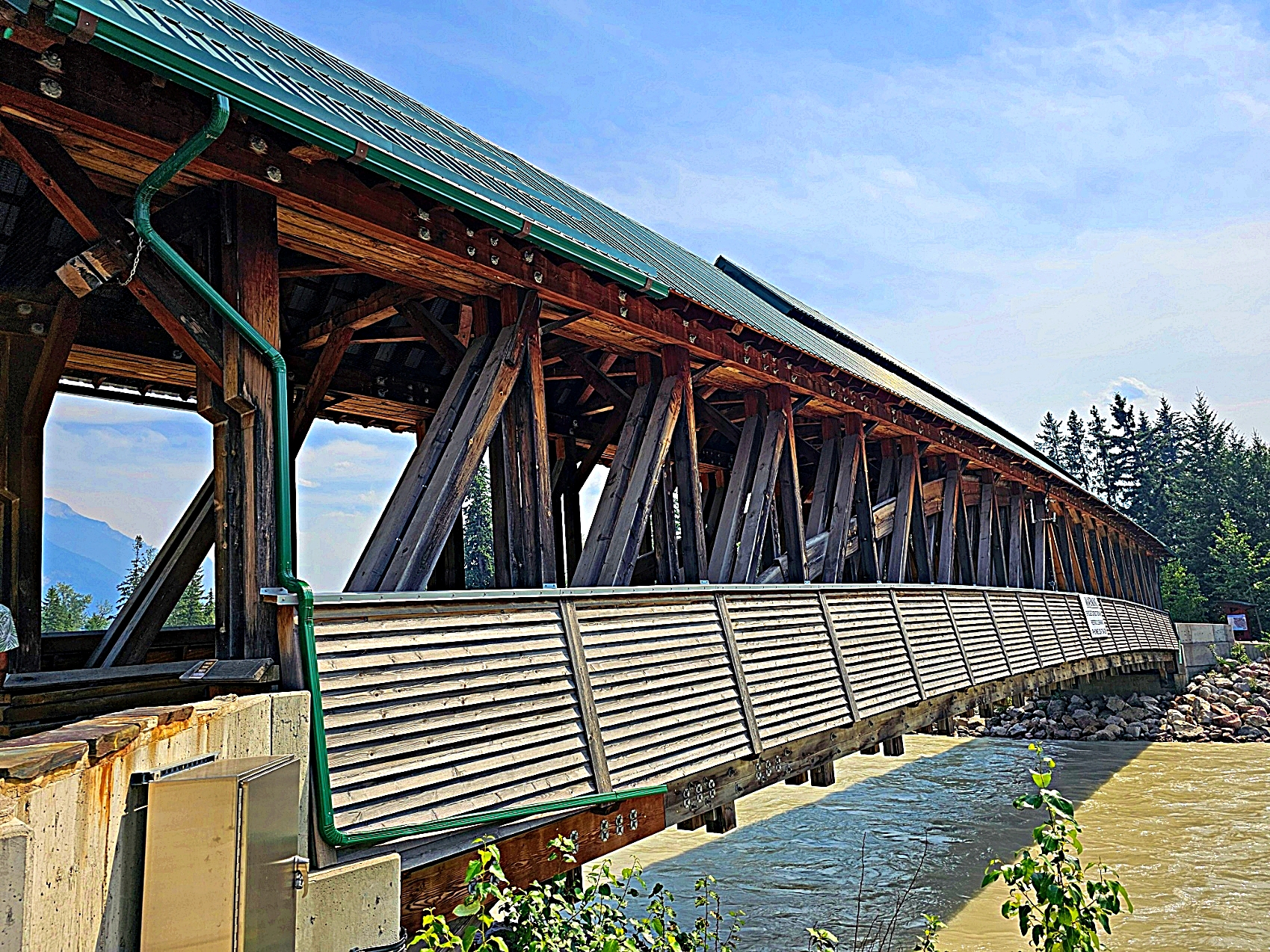

## Démographie
| 2001  | 2006  | 2011  | 2016  | 2021  |
| ----- | ----- | ----- | ----- | ----- |
| 4 020 | 3 811 | 3 701 | 3 708 | 3 986 |

## Sport
| Equipe         | League                                      | Sport            | Venue        | Création | Champion |
| -------------- | ------------------------------------------- | ---------------- | ------------ | -------- | -------- |
| Golden Rockets | Kootenay International Junior Hockey League | Hockey sur glace | Golden Arena | 1991     | 0        |

## Transports
L'autoroute  (autoroute transcanadienne) traverse Golden. C'est également la fin de la route , qui relie Golden aux États-Unis ainsi qu'au reste du district régional d'East Kootenay. Le Kicking Horse Drive Bridge permet le franchissement du Columbia par la route menant au Kicking Horse Mountain Resort.
À la périphérie sud de Golden se trouve un l'aérodrome. L'aérodrome ne dispose que d'une courte piste en asphalte de 1 380 mètres de long.

## Personnalités liées à la commune
- Dillon Dubé (1998), Joueur de hockey sur glace
- Curtis McKenzie (1991), Joueur de hockey sur glace
- Patricia Owens (1925; † 2000), Actrice
- Sara Renner (1976), Skieuse de fond